# Karl Friedrich Wilhelm Jessen
Karl Friedrich Wilhelm Jessen (Schleswig, 15 settembre 1821 – Berlino, 27 maggio 1889) è stato un botanico tedesco.
Studiò botanica e scienze naturali presso l'Università di Kiel, dove conseguì il dottorato nel 1848. Ricevette la sua abilitazione a Berlino nel 1851, in seguito insegnò presso l'Università di Greifswald, e durante lo stesso periodo, diede degli insegnamenti di agricoltura nella scuola media di Eldena. Nel 1868 divenne professore associato presso Greifswald. Dopo la chiusura della scuola agraria di Eldena nel 1877, si trasferì all'Università di Berlino, come professore di botanica.
Si specializzò nel campo della floristica e nella storia botanica. In aggiunta ai suoi scritti, completò insieme a Georg August Pritzel Die Deutschen Volksnamen der Pflanzen" (1882-84).
Il genere pianta Jessenia della famiglia Arecaceae porta il suo nome.

## Opere principali
- Prasiolae : generis algarum monographia, 1848
- Was heißt Botanik? : Ein Vortrag gehalten zu Greifswald, den 15. December 1860, 1861
- Deutschlands Gräser und Getreidearten 1863.
- Botanik der Gegenwart und Vorzeit in culturhistorischer Entwickelung, 1864.
- Deutsche Excursions-Flora, 1879.[4]